# Курбанова, Шахноза
Шахноза Курбанова (род. 19 октября 1994 года) — казахстанская спортсменка-подводница.

## Карьера
Играла в баскетбол, имеет разряд кандидата в мастера спорта, была чемпионкой Казахстана.
Мастер спорта международного класса по плаванию в ластах (подводному плаванию), чемпионка РК, участница международных соревнований. Серебряный призёр Чемпионата Европы по подводному ориентированию 2012 г. (Испания). Бронзовый призёр чемпионата мира 2013 г. (Казань). Серебряный призёр чемпионата мира 2015 г. (Либерец).